# Я никогда не пел отцу
«Я никогда не пел отцу» (англ. I Never Sang for My Father) — дебютный кинофильм режиссёра Гилберта Кэйтса, вышедший на экраны в 1970 году. Экранизация одноимённой пьесы Роберта Андерсона, снятая по его собственному сценарию.

## Сюжет
Успешный писатель Джин встречает в аэропорту своих престарелых родителей, вернувшихся с отдыха во Флориде, и отвозит их домой. Джин переживает из-за натянутых отношений с отцом, с которым он давно не может откровенно поговорить о своих планах. Пережив смерть своей жены, Джин встретил прекрасную девушку, на которой хочет жениться и к которой хочет переехать в Калифорнию. Однако отец и слышать не хочет о переезде, потому что «это убьёт мать». У Джина складывается впечатление, что он должен вечно жить неподалёку от родителей и являться по первому их зову. Ситуация начинает стремительно меняться, когда у матери случается очередной приступ; в больнице она умирает...

## В ролях
- Мелвин Дуглас — Том Гаррисон
- Джин Хэкмен — Джин Гаррисон, сын Тома
- Дороти Стикни — Маргарет Гаррисон, жена Тома
- Эстель Парсонс — Элис, дочь Тома
- Элизабет Хаббард — Пегги Тейер, невеста Джина
- Лавледи Пауэлл — Норма
- Дэниел Киз — доктор Мейберри
- Конрад Бейн — преподобный Пелл
- Джеймс Карен — директор дома престарелых

## Награды и номинации
- 1970 — номинация на премию Сообщества кинокритиков Нью-Йорка за лучшую мужскую роль (Мелвин Дуглас).
- 1971 — три номинации на премию «Оскар»: лучший адаптированный сценарий (Роберт Андерсон), лучшая мужская роль (Мелвин Дуглас), лучшая мужская роль второго плана (Джин Хэкмен).
- 1971 — две номинации на премию «Золотой глобус» за лучший фильм — драма и за лучшую мужскую роль — драма (Мелвин Дуглас).
- 1971 — попадание в десятку лучших фильмов года по версии Национального совета кинокритиков США.
- 1971 — премия Гильдии сценаристов США за лучшую адаптированную драму (Роберт Андерсон).